# 恩里科·薩巴蒂尼
恩里科·薩巴蒂尼（義大利語：Enrico Sabbatini，1932年1月1日—1998年11月25日）是一名義大利戲劇和電影的劇裝設計師和美術指導。
薩巴蒂尼於1932年1月1日出生在翁布里亞大區斯波萊托。他的創作通常非常奢華和細緻，為劃時代的電影而製作。1986年，他贏得英國學院最佳服裝設計獎，並因其在中的工作獲得奧斯卡最佳服裝設計獎提名。他還製作（1997年）、《割喉島》（1995年）、（1987年）、《朱門血痕》（1979年）、《乔达诺·布鲁诺》（1973年）、《死刑臺的旋律》（1971年）、《茶花女2000》、《貪婪四重奏》、《馬可·波羅》電視迷你劇，以及許多其他作品。具體來說，他是特納電視網中一大批受聖經啟發的電視劇的服裝設計師和製作人，如《摩西》、《約瑟夫》、《拿撒勒人耶穌》、《雅各布》、《亞伯拉罕》、《大衛》、《創世紀》和《參孫和大利拉》，以及在他去世前的最後一部作品中，電視劇《埃及豔后》。
1998年11月25日，薩巴蒂尼在摩洛哥瓦爾扎扎特拍攝《埃及豔后》外景時死於一場交通事故。
正如片頭所示，1999年由CBS電視網發行的電影《耶穌》就是為了紀念他。

## 外部連結
- 恩里科·薩巴蒂尼
- 的存檔，存档日期2007-10-01.
- 恩里科·薩巴蒂尼在互联网电影资料库（IMDb）上的資料（英文）